# Tenness
Tenness (uttal: [tɛ'nɛs]), tidigare även Ununseptium, är ett grundämne med det kemiska tecknet Ts och atomnumret 117. Tenness upptäcktes 2009–2010 och är placerat i grupp 17 i det periodiska systemet – rakt under halogenerna.
IUPAC föreslog i juni 2016 det permanenta namnet tenness för grundämnet (på engelska tennessine). Det är uppkallat efter den amerikanska delstaten Tennessee, därför att Oak Ridge National Laboratory finns där. Namnet blev formellt accepterat 28 november 2016.

## Isotoper
Två isotoper av tenness har upptäckts: 293Ts och 294Ts. Deras halveringstider är cirka 20 ms respektive 50 ms.

## Kemiska egenskaper
Vissa kemiska egenskaper, såsom bindningslängder, förutsägs att skilja sig från vad man skulle förvänta sig baserat på periodiska trender från de lättare halogenerna (på grund av relativistiska effekter). Ämnet kan ha vissa metalloidegenskaper, likt astat.

## Namn
Det engelska namnet på grundämnet har ändelsen -ine, i likhet med halogenerna fluorine, chlorine, bromine, iodine och astatine. I likhet med dessa har Svenska Kemisamfundet/IUPAC valt att låta det svenska namnet tappa denna ändelse (svenska: fluor, klor, brom, jod och astat). Även det närliggande oganesson följer en konsekvent namngivning efter sin grupp, enligt sin placering rakt under ädelgaserna i grupp 18 (där alla utom helium slutar på -on).